# Delias argentata
Delias argentata is een vlindersoort uit de familie van de Pieridae (witjes), onderfamilie Pierinae.
Delias argentata werd in 1955 beschreven door Roepke.